# Cap-Vert aux Jeux olympiques d'été de 2020
Le Cap-Vert participe aux Jeux olympiques de 2020 à Tokyo au Japon. Il s'agit de sa 7e participation à des Jeux d'été.

## Athlètes engagés
| Sport       | Hommes | Femmes | Total |
| ----------- | ------ | ------ | ----- |
| Athlétisme  | 1      | 0      | 1     |
| Boxe        | 1      | 0      | 1     |
| Gymnastique | 0      | 1      | 1     |
| Judo        | 0      | 1      | 1     |
| Natation    | 1      | 1      | 2     |
| Total       | 3      | 3      | 6     |

## Résultats

### Athlétisme
Le Cap-Vert bénéficie d'une place attribuée au nom de l'universalité des Jeux. Jordin Andrade dispute le 400 mètres haies masculin.
| Athlète        | Épreuve              | Séries  | Séries | Demi-finales | Demi-finales | Finale  | Finale  |
| Athlète        | Épreuve              | Temps   | Rang   | Temps        | Rang         | Temps   | Rang    |
| -------------- | -------------------- | ------- | ------ | ------------ | ------------ | ------- | ------- |
| Jordin Andrade | 400 m haies masculin | 50 s 64 | 7e     | Éliminé      | Éliminé      | Éliminé | Éliminé |

### Boxe
| Athlète               | Catégorie               | 1/16e de finale     | 1/8e de finale      | Quart de finale     | Demi-finale         | Finale              | Rang    |
| Athlète               | Catégorie               | Adversaire Résultat | Adversaire Résultat | Adversaire Résultat | Adversaire Résultat | Adversaire Résultat | Rang    |
| --------------------- | ----------------------- | ------------------- | ------------------- | ------------------- | ------------------- | ------------------- | ------- |
| Daniel Varela de Pina | Mouches hommes (-52 kg) | Exempté             | Zoirov Défaite 0-5  | Éliminé             | Éliminé             | Éliminé             | Éliminé |

### Gymnastique rythmique
Márcia Lopes bénéficie d'une invitation tri-partite pour participer à l'épreuve individuelle.
| Athlète      | Qualification | Qualification | Qualification | Qualification | Qualification | Qualification | Finale   | Finale   | Finale   | Finale   | Finale   | Finale   |
| Athlète      |               |               |               |               | Total         | Rang          |          |          |          |          | Total    | Rang     |
| ------------ | ------------- | ------------- | ------------- | ------------- | ------------- | ------------- | -------- | -------- | -------- | -------- | -------- | -------- |
| Márcia Lopes | 7,550         | 13,200        | 12,550        | 9,550         | 42,850        | 26e           | Éliminée | Éliminée | Éliminée | Éliminée | Éliminée | Éliminée |

### Judo
| Athlète          | Compétition    | 1er tour                | 2e tour                  | Quart de finale     | Demi-finale         | Repêchage 1         | Repêchage 2         | Finale              | Rang     |
| Athlète          | Compétition    | Adversaire Résultat     | Adversaire Résultat      | Adversaire Résultat | Adversaire Résultat | Adversaire Résultat | Adversaire Résultat | Adversaire Résultat | Rang     |
| ---------------- | -------------- | ----------------------- | ------------------------ | ------------------- | ------------------- | ------------------- | ------------------- | ------------------- | -------- |
| Sandrine Billiet | Moins de 63 kg | Khojieva Victoire 10-00 | Agbegnenou Défaite 00-01 | Éliminée            | Éliminée            | Éliminée            | Éliminée            | Éliminée            | Éliminée |

### Natation
| Athlète    | Épreuve                  | Séries        | Séries | Demi-finales | Demi-finales | Finale   | Finale   |
| Athlète    | Épreuve                  | Temps         | Rang   | Temps        | Rang         | Temps    | Rang     |
| ---------- | ------------------------ | ------------- | ------ | ------------ | ------------ | -------- | -------- |
| Troy Pina  | 50 m nage libre masculin | 25 s 97       | 58e    | Éliminé      | Éliminé      | Éliminé  | Éliminé  |
| Jayla Pina | 100 m brasse féminin     | 1 min 16 s 96 | 40e    | Éliminée     | Éliminée     | Éliminée | Éliminée |